# Крючково (Вязьевская волость)
Крючко́во — деревня в Дедовичском районе Псковской области России. Входит в состав Вязьевской волости.
Расположена в центре района, в 1 км к западу от райцентра посёлка Дедовичи, на противоположном от него левом прибрежье реки Шелонь.

## Население
| 2001 | 2002 | 2010 |
| ---- | ---- | ---- |
| 52   | ↘43  | ↘40  |

Численность населения деревни по оценке на начало 2001 года составляла 52 жителя.

## История
С 30 января 1997 года до 1 января 2006 года деревня входила в состав Погостищенской волости, упразднённой в пользу Вязьевской волости.